# 井田康夫
井田 康夫（いだ やすお、1943年3月19日 - ）は、日本の土木工学者。工学博士（大阪大学）。大阪工業大学工学部都市デザイン工学科元教授。元土木学会関西支部商議員・関西支部幹事。
専門は、水工学・河川工学、海岸工学・海洋工学、地盤工学・環境工学。

## 略歴
1965年大阪工業大学工学部土木工学科卒業。同大学土木工学科助手、講師を経て、大阪大学大学院にて工学博士（大阪大学）。1996年大阪工業大学土木工学科助教授を経て、2004年同学科教授。2002年同学部都市デザイン工学科教授。2005年同学科長。2008年大阪工業大学退官。
大阪工業大学工学部（土木工学科・都市デザイン工学科）にて40年以上の長きに渡り教鞭を執り、同大学八幡工学実験場水理実験センターの利用推進に貢献した。
主な所属学会は、土木学会、日本水環境学会など。

## 主な研究
- 淀川における位況と冠水域[6]
- 河川の水位・流量の周年/経年変化と河川生態環境
- 透過性構造物による波浪変形実験におけるレイノルズ数の影響
- ブロック積み消波堤の線形抵抗係数に関する実験的研究
- 港内桟橋に作用する流体力に関する模型実験天端上水深の大きい人工リーフ型構造物の透過特性